# Rosalind Rowe

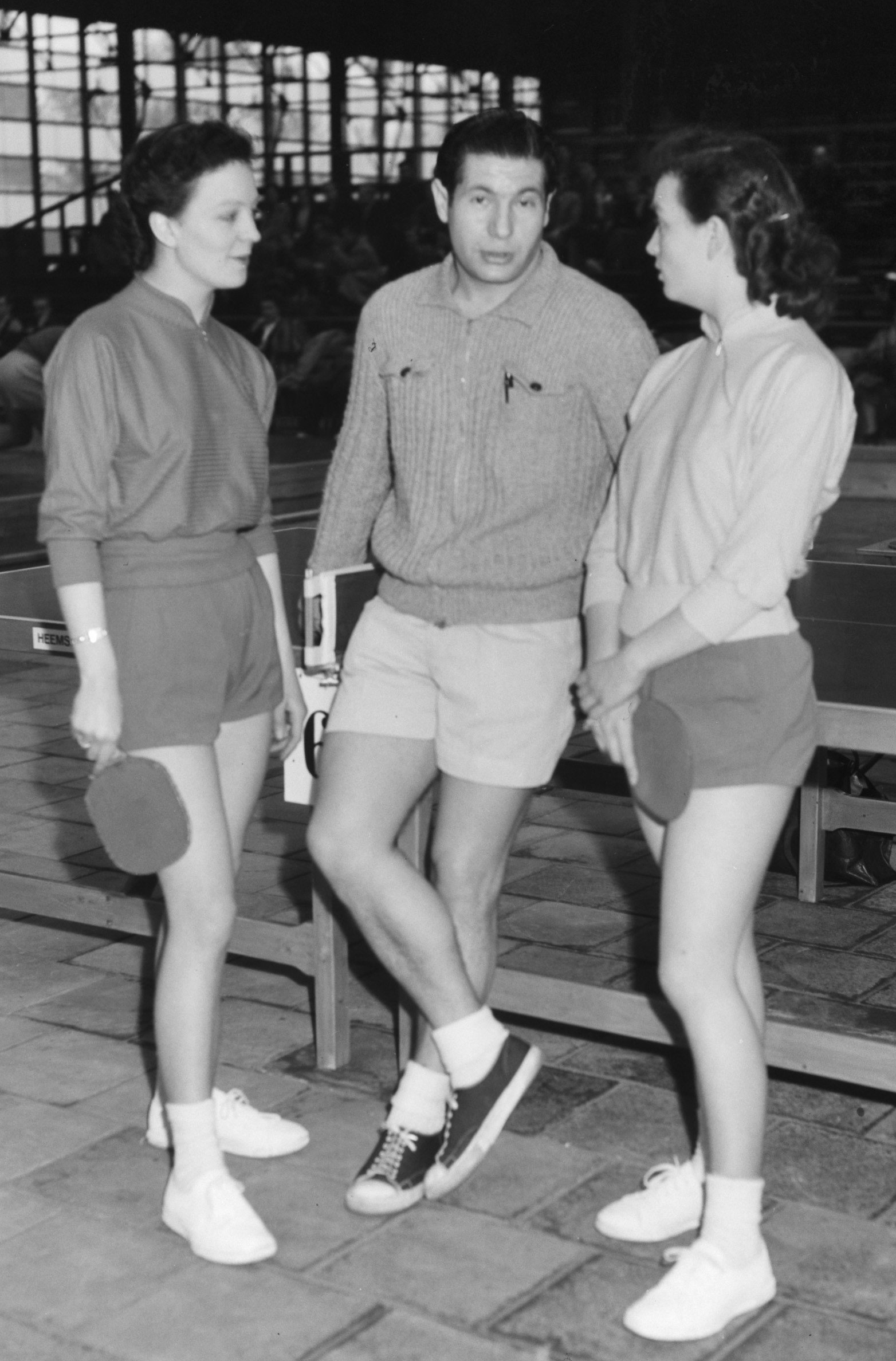
Richard Bergmann, Diane und Rosalind Rowe 1953

Rosalind Rowe, verheiratete Cornett (* 14. April 1933 in Marylebone, London; † 15. Juni 2015), war eine englische Tischtennisspielerin, die 1951 und 1954 Weltmeisterin im Doppel wurde.

## Werdegang
1933 wurde Rosalind Rowe als Zwillingsschwester von Diane geboren. 1961 holte sie ihren einzigen Titel bei den nationalen englischen Meisterschaften, als sie mit Jill Mills-Rook den Doppelwettbewerb gewann.
Von 1951 bis 1955 wurde sie für alle fünf Weltmeisterschaften nominiert, wo sie jedes Mal mindestens zwei Medaillen gewann. 1951 und 1954 gewann sie mit ihrer Schwester die Goldmedaille im Doppel, weshalb sie häufig auch die Rowe-Zwillinge (Rowe twins) genannt wurden. 1952, 1953 und 1955 erreichten die Zwillinge das Doppel-Endspiel. Rosalind Rowe war Abwehrspielerin.
In der ITTF-Weltrangliste wurde Rosalind Rowe 1953 und 1955 auf Rang drei geführt.
1955 gab sie mit ihrer Schwester Diane das Buch The Twins on Table Tennis heraus. Im gleichen Jahr heiratete sie Jack Cornett und trat danach unter dem Namen Rosalind Cornett auf. Wegen des erwarteten Nachwuchses verzichtete sie auf die Teilnahme an der WM 1956, während ihre Schwester ihre eigene Karriere bis 1973 auf hohem Niveau fortsetzte und unter anderem Europameisterin wurde. Bei der Weltmeisterschaft blieben die zwei Titel der Schwestern jedoch ihr größter Erfolg.
Sie hatte drei Kinder. Ende der 1990er Jahre lebte sie in der Grafschaft Kent.

## Turnierergebnisse
| Verband | Veranstaltung     | Jahr | Ort      | Land | Einzel        | Doppel | Mixed         | Team |
| ------- | ----------------- | ---- | -------- | ---- | ------------- | ------ | ------------- | ---- |
| ENG     | Weltmeisterschaft | 1955 | Utrecht  | NED  | Viertelfinale | Silber | letzte 32     | 3    |
| ENG     | Weltmeisterschaft | 1954 | Wembley  | ENG  | Viertelfinale | Gold   | Halbfinale    | 3    |
| ENG     | Weltmeisterschaft | 1953 | Bukarest | ROU  | Halbfinale    | Silber | Viertelfinale | 2    |
| ENG     | Weltmeisterschaft | 1952 | Bombay   | IND  | Halbfinale    | Silber | Halbfinale    | 3    |
| ENG     | Weltmeisterschaft | 1951 | Wien     | AUT  | Viertelfinale | Gold   | letzte 32     | 3    |